# Pheidole kasparii
Pheidole kasparii  (лат.) — вид муравьёв рода Pheidole из подсемейства Myrmicinae (Formicidae). Центральная Америка: Коста-Рика. Видовое название дано в честь эколога и энтомолога Mike Kaspari. Облачные и горные тропические леса. Рабочие встречаются в образцах из просеянной подстилки и гнилой древесины. Гнёзда были найдены под эпифитами на недавно упавших ветвях, под эпифитами на глинистых берегах (дорожная вырубка). Крупные рабочие (солдаты): ширина головы 0,79 мм, длина головы равна 0,87 мм, длина скапуса — 0,40 мм. Мелкие рабочие: ширина головы 0,41 мм, длина головы равна 0,43 мм, длина скапуса — 0,34 мм. Окраска желтовато-коричневая. Всё тело покрыто отстоящими волосками. Стебелёк между грудкой и брюшком состоит из двух члеников: петиолюса и постпетиолюса (последний четко отделен от брюшка). Сходен с видами Pheidole nitella, Pheidole sagittaria, Pheidole psilogaster. Вид был описан в 2019 году американским мирмекологом Джоном Лонгино (англ. John T. Longino; The Evergreen State College, Олимпия, штат Вашингтон).